# Aegleoides
Aegleoides é um gênero de traça pertencente à família Arctiidae.